# سه‌چاه (جلگاه)
سه چاه روستایی در دهستان جلگاه بخش مرکزی شهرستان جهرم استان فارس ایران است.

## جمعیت
بر پایه سرشماری عمومی نفوس و مسکن در سال ۱۳۹۵ جمعیت این مکان ۳۸ نفر (۱۳ خانوار) بوده‌است.